# Força Aérea Árabe Síria
A Força Aérea Síria (em árabe: القوات الجوية العربية السورية, Al Quwwat al-Jawwiyah al Arabiya as-Souriya) é o ramo aéreo das Forças Armadas da Síria.

## História
O fim da Segunda Guerra Mundial conduziu a uma retirada do Reino Unido e da França do Oriente Médio, o que incluiu o país árabe. A força aérea síria foi criada em 1948, após a formatura da primeira turma de pilotos sírios em escolas de aviação britânicas. Suas aeronaves participaram de combates durante as guerras com Israel em 1948, 1967 e 1973.
Durante a guerra entre árabes e israelenses, em 1948, a força aérea síria teve uma participação limitada, realizando bombardeios contra as forças israelenses e assentamentos.
Na década de 1950, com a tentativa de criação da República Árabe Unida, que iria unificar sírios e egípcios em uma só nação, houve um crescimento expressivo de militares e de aeronaves. A união não durou muito, e com a ascensão ao poder do partido Baath, com Hafez al-Assad, a Síria começou a olhar para os membros do Pacto de Varsóvia para obter auxílio, e construiu laços mais estreitos com a União Soviética. A influência dos soviéticos continuou forte na força aérea síria, refletindo o papel fundamental desempenhado pela URSS em sua modernização e expansão nas décadas de 1960 e 1970.
Na Guerra dos Seis Dias, os sírios perderam dois terços de suas aeronaves, com o restante recuando para bases em partes remotas da Síria. Isto, por sua vez, ajudou a IDF a derrotar o Exército Sírio, e levou à ocupação das Colinas de Golã.
Em 1973, na Guerra do Yom Kippur, houve um êxito inicial tanto para a Síria e o Egito, apesar de novamente a Força Aérea de Israel ter causado mais baixas no ar do que sofreu. As forças aéreas egípcias e sírias, juntamente com as suas defesas antiaéreas derrubaram 114 aviões de guerra israelenses durante o conflito, com a perda de cerca de 442 de seus próprios, incluindo dezenas que foram acidentalmente abatidos por suas próprias baterias de mísseis terra-ar.
O confronto no Líbano, em 1982, causou um duro golpe para a Força Aérea da Síria, com mais de uma centena de aeronaves e dezenas de baterias de mísseis de defesa antiaérea sendo perdidos.
Durante o restante das décadas de 1980 e 1990, a Força Aérea Síria enfrentou dificuldades para manter as suas aeronaves operacionais e proporcionar horas de voo suficientes para os pilotos. Devido ao colapso da União Soviética, sofreu mais um revés, que interrompeu o fluxo de equipamentos.
Embora tecnologicamente atrasada, a força aérea síria exerceu um papel predominante durante a Guerra Civil Síria, tendo sido um dos principais pilares do regime Assad. No curso da guerra, aeronaves do regime bombardearam de forma indiscriminada regiões da Síria dominadas pela oposição, matando milhares de pessoas. Em particular, o regime usou bombas de barril, que eram tonéis cheios de explosivos lançados sobre áreas densamente povoadas. Entre 2015 e 2017, receberam apoio crucial da força aérea russa.
Após a grande ofensiva da oposição, em dezembro de 2024, durante a Guerra Civil Síria, que acabou derrubando o regime Assad, a força aérea israelense executou uma série de ataques aéreos que destruíram quase toda a força aérea síria, entre 8 e 10 de dezembro de 2024.

## Equipamentos
*Os dados mostrados abaixo são referentes ao período anterior a 2011. A recente guerra civil síria causou inúmeras perdas à força aérea do país. Até dezembro de 2024, quase toda a força aérea síria já havia sido destruída.
| Aeronave de combate | Aeronave de combate | Aeronave de combate | Aeronave de combate | Aeronave de combate | Aeronave de combate | Aeronave de combate | Aeronave de combate | Aeronave de combate | Aeronave de combate |
| ------------------- | ------------------- | ------------------- | ------------------- | ------------------- | ------------------- | ------------------- | ------------------- | ------------------- | ------------------- |

| Aeronave          | Origem          | Tipo                                      | Versão             | Em serviço (Global Security) | Em serviço    | Em serviço (MilAviaPress) | Em serviço (Jane's) | Comentários                                 | Imagem |
| ----------------- | --------------- | ----------------------------------------- | ------------------ | ---------------------------- | ------------- | ------------------------- | ------------------- | ------------------------------------------- | ------ |
| MiG-29 Fulcrum    | União Soviética | MRCA MRCA OCU                             | A M/M2 SMT UB      | 40 N/A 14 6                  | 20 10 N/A N/A | } 42                      | 60 20 N/A N/A       | Total: Entre: ~30 e ~80                     |        |
| MiG-25 Foxbat     | União Soviética | Interceptador Avião de reconhecimento OCU | PD RB U            | 30 8 2                       | 35 7 N/A      | 11 N/A N/A                | N/A N/A N/A         | Total: entre ~11 e ~42                      |        |
| MiG-23 Flogger    | União Soviética | Caça Caça-bombardeiro OCU                 | MS/MF/ML/MLD BN UM | 80 60 6                      | 50 } 56       | } 106                     | N/A                 | Sendo atualizados. Total: Entre ~106 e ~146 |        |
| MiG-21 Fishbed    | União Soviética | Caça OCU Reconhecimento                   | MF/Bis U/UM R      | 159 20 40                    | } 140         | } 176                     | N/A N/A N/A         | Reserva. Total: Entre ~140 e ~219           |        |
| Su-24 Fencer      | União Soviética | Caça-bombardeiro                          | MK                 | 20                           | 20            | 20                        | 20                  |                                             |        |
| Su-22 Fitter      | União Soviética | Caça-bombardeiro                          | M-2/M-4            | 50                           | 60            | 60                        | 90                  | Total: entre ~50 a ~90                      |        |
| Guerra eletrónica |                 |                                           |                    |                              |               |                           |                     |                                             |        |

| Aeronave                | Origem          | Tipo              | Versão | Em serviço (Global Security) | Em serviço (INSS) | Em serviço (MilAviaPress) | Em serviço (Jane) | Comentários | Imagem |
| ----------------------- | --------------- | ----------------- | ------ | ---------------------------- | ----------------- | ------------------------- | ----------------- | ----------- | ------ |
| Mi-8 Hip                | União Soviética | Guerra eletrónica | SMV/PP | 10                           | N/A               | N/A                       | N/A               |             |        |
| Aeronave de treinamento |                 |                   |        |                              |                   |                           |                   |             |        |

| Aeronave               | Origem             | Tipo                    | Versão | Em serviço (Global Security) | Em serviço (INSS) | Em serviço (MilAviaPress) | Em serviço (Jane) | Comentários            | Imagem |
| ---------------------- | ------------------ | ----------------------- | ------ | ---------------------------- | ----------------- | ------------------------- | ----------------- | ---------------------- | ------ |
| L-39 Albatros          | Checoslováquia     | Jato de treinamento     | ZO/ZA  | 70                           | ~40               | 40                        | N/A               | Total: Entre ~40 e ~70 |        |
| MBB 223 Flamingo       | Alemanha Ocidental | Aeronave de treinamento | A-1    | 35                           | 40                | 40                        | N/A               | Total: entre ~35 e ~40 |        |
| MFI-17 Mushshak        | Paquistão          | Aeronave de treinamento |        | 6                            | 6                 | 7                         | N/A               | Total: entre ~6 e ~7   |        |
| Yak-130 Mitten         | Rússia             | Aeronave de treinamento |        |                              |                   |                           |                   | entregues em 2016      |        |
| Aeronave de transporte |                    |                         |        |                              |                   |                           |                   |                        |        |

| Aeronave              | Origem          | Tipo           | Versão | Em serviço (Global Security) | Em serviço (INSS) | Em serviço (MilAviaPress) | Em serviço (Jane) | Comentários          | Imagem |
| --------------------- | --------------- | -------------- | ------ | ---------------------------- | ----------------- | ------------------------- | ----------------- | -------------------- | ------ |
| An-24 Coke            | União Soviética | Transporte     |        | 1                            | 1                 | 1                         | 1                 |                      |        |
| An-26 Curl            | União Soviética | Transporte     |        | 6                            | 5                 | 4                         | N/A               | Total: entre ~4 e ~6 |        |
| Il-76 Candid          | União Soviética | Transporte     | M      | 4                            | 4                 | 4                         | 4                 |                      |        |
| Dassault Falcon 20    | França          | Transporte VIP |        | 2                            | 2                 | 2                         | 2                 |                      |        |
| Dassault Falcon 900   | França          | Transporte VIP |        | 1                            | 1                 | 1                         | 1                 |                      |        |
| Tu-134 Crusty         | União Soviética | Transporte VIP |        | N/A                          | 2                 | 4                         | N/A               | Total: entre ~2 e ~4 |        |
| Yak-40 Codling        | União Soviética | Transporte VIP | V      | 6                            | 6                 | 6                         | 6                 |                      |        |
| Helicóptero de ataque |                 |                |        |                              |                   |                           |                   |                      |        |

| Aeronave                  | Origem          | Tipo                  | Versão | Em serviço (Global Security) | Em serviço (INSS) | Em serviço (MilAviaPress) | Em serviço (Jane) | Comentários            | Imagem |
| ------------------------- | --------------- | --------------------- | ------ | ---------------------------- | ----------------- | ------------------------- | ----------------- | ---------------------- | ------ |
| Mi-25 Hind                | União Soviética | Helicóptero de ataque | D      | 36                           | ~35               | 36                        | 48                | Total: entre ~35 e ~48 |        |
| SA-342 Gazelle            | França          | Helicóptero de ataque | L/M    | 30                           | ~35               | 36                        | 36                |                        |        |
| Mi-2 Hoplite              | Polônia         | Helicóptero de ataque |        | 20                           | 10                | 6                         | N/A               | Total: entre ~6 e ~20  |        |
| Helicóptero de transporte |                 |                       |        |                              |                   |                           |                   |                        |        |

| Aeronave           | Origem          | Tipo                      | Versão | Em serviço (Global Security) | Em serviço (INSS) | Em serviço (MilAviaPress) | Em serviço (Jane) | Comentários | Imagem |
| ------------------ | --------------- | ------------------------- | ------ | ---------------------------- | ----------------- | ------------------------- | ----------------- | ----------- | ------ |
| Mi-8 Hip Mi-17 Hip | União Soviética | Helicóptero de transporte | F H    | } 100                        | } 100             | 55 45                     | N/A               |             |        |